# Вечорничка африканська
Вечорничка африканська (Strigosella africana) — вид квіткових рослин родини капустяних (Brassicaceae).

## Біоморфологічна характеристика
Це однорічна рослина. Стебла прямостоячі, облистнені, волосисті з роздвоєними або багатороздільними волосками, висотою до 30 см. Нижні листки на ніжках, верхні сидячі, всі від зубчасто-зубчастих до пилчастих, рідковолосисті. Чашолистки 2.5–5 мм. Пелюстки ніжно-бузкові. Стручки прямі, розпростерто-волосисті.

## Поширення
Росте в Євразії та Північній Африці.
В Україні росте на Поліссі (Житомирська обл., м. Білокоровичі, м. Олевськ), у Лісостепу (р. Дністер), дуже рідко.